# Hordaland
La contea di Hordaland (Hordaland fylke in norvegese) è stata una contea norvegese situata nella zona centro-occidentale del paese. Confinava con le contee di Sogn og Fjordane, Buskerud, Telemark e Rogaland. La capitale era Bergen. La contea è stata abolita nel 2020, quando è stata accorpata con quella di Sogn og Fjordane per formare la nuova contea di Vestland.

## Informazioni generali

### Nome
La prima parte del toponimo della contea Hǫrðaland, in norreno antico, si riferisce al nome di una vecchia tribù germanica che abitava il territorio, gli arudi.
Fino al 1919 il nome della contea era "Søndre Bergenhus amt" che significava "(la parte) sud (del) Bergenhus amt" (il vecchio Bergenhus amt fu creato nel 1662 e diviso in due parti, settentrionale e meridionale, nel 1763).

### Bandiera
La bandiera di Hordaland mostrava due asce d'oro e una corona in rosso. La bandiera è uno stendardo dello stemma derivato dall'antico sigillo della corporazione di Sant'Olav di Onarheim, nel comune di Tysnes. Questo sigillo fu usato dai delegati di Sunnhordland nel 1344 nel documento per installare il re Haakon V di Norvegia. Fu quindi il simbolo più antico usato per la regione e adattato come armi e bandiera nel 1961. I simboli si riferiscono al santo patrono della corporazione, Sant'Olav, re di Norvegia, il cui simbolo è un'ascia.

### Stemma
Lo stemma fu ufficialmente concesso il 1º dicembre 1961. Venne progettato da Magnus Hardeland, ma il design generale era stato originariamente utilizzato nella regione di Sunnhordland durante il XIV secolo. All'inizio del XX secolo, i capi della contea iniziarono a usare le vecchie armi come simbolo per la contea. Le armi sono su uno sfondo rosso e consistono in due asce dorate incrociate, con una corona d'oro sopra di esse.

## Geografia
L'Hordaland ha una forma vagamente semicircolare. Situata nell'ovest del paese, la contea è incisa dal lungo e profondo Hardangerfjord, uno dei principali fiordi del paese e maggiore attrazione turistica della regione. Sul territorio della contea si trova quasi la metà del parco nazionale di Hardangervidda.
Vi si trovano anche celebri cascate, come le Vøringsfossen e le Stykkjedalsfossen, e alcuni ghiacciai, tra cui il Folgefonna ed il Hardangerjøkulen.

## Storia
La contea di Hordaland esiste da più di mille anni. Sin dal VII secolo, l'area era formata da molti piccoli regni sotto il Gulating ed era conosciuta come Hordafylke intorno al 900. All'inizio del XVI secolo, la Norvegia fu divisa in quattro len. La Bergenhus len aveva sede a Bergen e comprendeva gran parte della Norvegia occidentale e settentrionale.
Nel 1662, i lens vennero sostituiti dagli amts. Il Bergenhus amt era originariamente costituito dalle aree odierne di Hordaland, Sogn og Fjordane e Sunnmøre e il Nordlandene amt era subordinato al Bergenhus amt. Nel 1680, Nordlandene e Sunnmøre furono divisi da Bergenhus. Nel 1763, l'amt fu diviso in due parti, settentrionale e meridionale: Nordre Bergenhus amt e Søndre Bergenhus amt. Il Søndre Bergenhus amt fu ribattezzato Hordaland fylke (contea) nel 1919.
La città di Bergen fu classificata come città-contea (byamt) dal 1831 al 1972. Durante quel periodo, nel 1915, il comune di Årstad fu annesso a Bergen. Nel 1972, i comuni limitrofi di Arna, Fana, Laksevåg e Åsane furono annessi alla città di Bergen. Allo stesso tempo, la città di Bergen perse il suo status di contea e divenne parte della contea di Hordaland.
Con la decisione parlamentare di ridurre il numero delle contee del 2017, l'Hordaland fu ufficialmente accorpato con il Sogn og Fjordane per formare il Vestland il 1 gennaio 2020.

## Popolazione
Oltre il 60% degli abitanti risiede a Bergen o nelle sue periferie. Le altre città della contea sono piccole, quali Leirvik, Voss e Odda.
| Storico della popolazione | Storico della popolazione | Storico della popolazione |
| Anno                      | Pop.                      | ±%                        |
| ------------------------- | ------------------------- | ------------------------- |
| 1769                      | 63,757                    | —                         |
| 1900                      | 205,771                   | +222.7%                   |
| 1950                      | 308,164                   | +49.8%                    |
| 1960                      | 338,265                   | +9.8%                     |
| 1970                      | 369,430                   | +9.2%                     |
| 1980                      | 388,084                   | +5.0%                     |
| 1990                      | 407,427                   | +5.0%                     |
| 2000                      | 435,219                   | +6.8%                     |
| 2010                      | 477,175                   | +9.6%                     |
| 2014                      | 508,500                   | +6.6%                     |
| Fonte: Statistics Norway. |                           |                           |

## Amministrazione

### Gemellaggi
L'ex-contea di Hordaland è gemellata con:
- Bassa Normandia, Francia;
- Kaunas, Lituania;
- Cardiff, Galles, Regno Unito[4];
- Isole Orcadi, Scozia, Regno Unito.

## Comuni
La contea di Hordaland era suddivisa in 33 comuni (kommuner):
| - Askøy (22.496) - Austevoll (4.391) - Austrheim (2.485) - Bergen (242.158) - Bømlo (10.808) - Eidfjord (899) - Etne (3.872) - Fedje (638) - Fitjar (2.901) - Fjell (20.392) - Fusa (3.731) - Granvin (986) - Jondal (1.060) - Kvam (8.306) - Kvinnherad (13.071) - Lindås (13.285) - Masfjorden (1.693) | - Meland (5.931) - Modalen (354) - Odda (7.247) - Os (15.260) - Osterøy (7.224) - Radøy (4.635) - Samnanger (2.341) - Stord (16.682) - Sund (5.584) - Sveio (4.747) - Tysnes (2.795) - Ullensvang (3.472) - Ulvik (1.142) - Vaksdal (4.118) - Voss (13.830) - Øygarden (4.077) |

(Dati del 1º gennaio 2006)